# Tarsonemidae
Famille
Les Tarsonemidae sont une famille d'acariens. Elle compte 45 genres et plus de 500 espèces.

## Liste des sous-taxons
- Sous-famille des Acarapinae
  - Tribu des Acarapini
  - Tribu des Coreitarsonemini
  - Tribu des Podotarsonemini
- Sous-famille des Pseudotarsonemoidinae
  - Tribu des Tarsonemellini
  - Tribu des Pseudotarsonemoidini
- Sous-famille des Tarsoneminae
  - Tribu des Hemitarsonemini
  - Tribu des Steneotarsonemini
  - Tribu des Tarsonemini
  - Tribu des Pseudacarapini

Quelques genres
- Acarapis
- Excelsotarsonemus
- Floridotarsonemus
- Phytonemus
- Polyphagotarsonemus
- Steneotarsonemus
- Tarsonemus

## Publication originale
- (de) Kramer P., 1877. Grundzuge zur Systematik der Milben. Arch. Naturgesch. 43: 215–247.